# Canadian eskimo dog
För andra betydelser, se Eskimo dog.
Canadian eskimo dog (inuktitut: Qimmiq) är en hundras från Kanada. Den är en av de nordliga slädhundsspetsarna eller polarhundarna. Som namnet anger har den hållits av de kanadensiska inuiterna. Dess ursprungsområden är Northwest Territories och Nunavut och den anses stå nära grönlandshunden.

## Historia
På 1920-talet fanns det omkring 20 000 "eskimåhundar" (Eskimo Dogs) i Kanada, men sedan började de konkurreras ut av snöskotrar. I början av 1970-talet fanns det bara 200 kvar. 1974 inleddes räddningsarbetet och man registrerade hundar från Boothiahalvön, Melville Peninsula och Baffinön. 1986 ansågs stammen så livskraftig att rasen erkändes av Canadian Kennel Club (CKC). Tidigare hade den varit erkänd av American Kennel Club (AKC) i USA, men registreringen upphörde 1950 då det fanns för få exemplar kvar. Rasen erkändes år 2000 av Storbritanniens the Kennel Club och 2018 av den internationella hundorganisationen FCI.

## Egenskaper
Som slädhund är canadian eskimo dog inte särskilt snabb varför den inte blivit populär för slädhundstävlingar. Dess specialitet har istället varit att dra tungt och den har bl.a. använts av expeditioner på Antarktis. På somrarna använde inutierna den som klövjehund.
Hunden har även använts som jakthund. Framförallt har den fått vara sökhund vid säljakt, den har även varit ställande hund vid jakt på myskoxe och isbjörn.

## Utseende
Canadian eskimo dog är märkbart mer lågställd än en grönlandshund. Den är kraftig byggd med kraftig nacke. Rasen har tydlig spetskaraktär med kilformat huvud. Svansen bärs ringlad över ryggen. Rasen är kraftigt bepälsad med tät dubbelpäls.